# Исторический факультет Днепровского университета
Исторический факультет Днепровского университета имени Олеся Гончара — ведет свою историю от историко-филологического факультета университета народного образования Екатерининослава. Сам же факультет был основан в 1939 году при Днепропетровском государственном университете который напрямую подчинялся не Харькову и Киеву как столицам республики а Москве. С 1973 года на факультете действует редакция исторического журнала по истории Германии «Вопросы германской истории», в 2022 году переименован в «Сучасні дослідження з німецької історії» (рус. Современные исследования с немецкой истории). При кафедре всемирной истории под руководством профессора Завьялова была создана историческая школа германистики кроме того при кафедре истории Украины действует историческая школа изучения казацтва основана профессором Яворницким.

## История
В 1939 году осознав что политика Институтов Народного Образования не приводит к результативным изменениям было принято решения вернутся к классической форме преподавания Первым деканом Ладиженская Н.Л (1939—1945); С началом Второй мировой войны факультет вместе с университетом был эвакуирован. Воссозданием

## Деканы
- Ладиженская Н.Л. (1939—1941);
- Попова Р.С (1972—1974);
- Болебрух А.Г (1987—2002)
- Свитленко С.И (с 2002)

### Кафедра новой и новейшей истори
История кафедры восходит к истории факультету ее основано в 1939 году, первым заведующим стала к.и.н, доцент Ладиженская Н.Л (1939—1941), во время Второй мировой войны и эвакуации кафедра почти прекратила свое существование В 1945 году ее принял под руководство специалист по медиевистике Рубин Яков Гаврилович (специалист славист) и руководил ней до 1956 года, со временим десталинизации он ушел с должности и ее на насколько лет. В том же году кафедра была упразднена. В 1967 году много усилий для ее возобновления доклал Борщевский В.Я (1967—1972), но своего розцвета кафедра достигла под руководством доктора исторических наук, професора Завьялова Анатолия Сергеевича (1972—1989) за это время кафедра стала основным центром для подготовки специалистов по новой и новейшей истории основное внимание было пределино истории ГДР. Профессор Завьялов став основателем единственной в Украинской республике исторической школе германистики. После его ухода кафедру возглавлял несколько лет Плохий (1989—1992) а после него Мартынов М.Д (1992—1996) наступило время когда заведующие много раз менялись. С этого времини до наших дней заведующими были: Бобылева С.И (1996—2007); Тесленко Д.Л (2007—2012); Венгер Н.В (2012—2017); Архирейский Д.В (2017—2022); Венгер А.Г (с 2022)

### Избраные исследования по всемирной истории
Профессорско-академический состав кафедры подготовил ряд исследований по истории Германии, доколумбовых народов Америки
- Завьялов Анатолий Сергеевич Строительство социализма и многопартийная система в ГДР [Текст] : (К вопросу о политике союза СЕПГ с демократ. партиями и демократ. слоями населения в 1961—1966 гг.)
- Ратомский, Юрий Витальевич Демократические организации ФРГ в борьбе против неонацизма, 1969—1980
- Волкобой, Сергей Семенович Национальный фронт ГДР в период развёрнутого строительства социализма, 1971—1981
- Тутик, Светлана Иосифовна Протестантская церковь и рабочий класс ФРГ, 1949—1969 гг. (1979 г.)
- Марков, Карло Анатолиевич ХДС/ХСС и неофашистские силы в ФРГ в борьбе против "восточной политики" правительства СДПГ/СвДП : 1969-1976 гг.
- Сиротенко, Василий Трофимович Взаимоотношения с Византией племён и народностей Северного Причерноморья и Подунавья в IV—VI вв.» (в 1954 г., под руководством профессора В. Ф. Семенова)
- Калашников, виктор Михайлович Борьба индейских племен Северной Америки против американских колонизаторов, 1776—1814
- Жук, Сергей Иванович Социальные противоречия в колонии Нью-Йорк (1664-1912)

### кафедра истории Украины
Создана 1989 года. Заведующими были доктор исторических наук, профессор Г.К.Швидько (1989—1995); кандидат исторических наук, доцент В.И.Костенко (1995—1996), а после его смерти доктор исторических наук, профессор С.И.Свитленко (1997—2010); Посунько (с 2020)

### кафедра историографии и источниковедения
Основана 1972 года О основном ее основатилями считаются профессор Борщевский и Ковальский. Первым заведующим стал доктор исторических наук, Борщевский (1972—1978); вторым заведующим стал доктор исторических наук Ковальский (1978—1994). В 1970-е основное внимание роботы кафедры иделялось отечественной историографии, в последующем внимание историков переключилось на темы история историографии, клиометрика теория и методология историографии. С 1994 года кафедру возглавил профессор Болебрух (1994—2006); С того же года кафедру возглавил Журба А.И
На базе кафедрі сформирована историческая школа Ковальского

### кафедра истории восточной Европы
До 1991 года как кафедра истории Советского союза, до 2014 года как кафедра истории России. заведующие: Пойда Д.М (1965—1986); иваненко (1986—2014) с 2014 года возглавляет Бурмага

## Преподаватели исторического факультета
Категория:Преподаватели факультета истории Днепровского университета